# Fred Sablan
 (mars 2011).
Si vous disposez d'ouvrages ou d'articles de référence ou si vous connaissez des sites web de qualité traitant du thème abordé ici, merci de compléter l'article en donnant les références utiles à sa vérifiabilité et en les liant à la section « Notes et références ».
Fred Sablan (né le 28 avril 1970) est un musicien américain d'origine californienne (Cupertino). Il est l'ex-bassiste de Marilyn Manson.
Vers la fin des années 1990, Fred Sablan était le guitariste du groupe de punk rock Crack. 
Il a aussi été le bassiste du groupe Butcher Holler et a contribué à leur album intitulé I Heart Rock. 
En juillet 2007, il est devenu le bassiste/guitariste du groupe Goon Moon, le projet de Jeordie White, alias Twiggy Ramirez. 
En juillet 2010, Fred Sablan a été déclaré comme le bassiste officiel de Marilyn Manson.
Il est dorénavant le bassiste de Deftones.[réf. nécessaire]

## Liens
- Site officiel